# Plecarea vaporului spre Folkestone
Plecarea vaporului spre Folkestone este o pictură în ulei pe pânză din 1869 a pictorului francez Édouard Manet. Acesta a fost realizat în timpul uneia dintre obișnuitele sale șederi la Boulogne-sur-Mer.
Tabloul reprezintă o scenă din zori cu vaporul care făcea legătura cu portul englezesc Folkestone și pe care pictorul se îmbarcase anul precedent pentru a vizita Londra. Doamna îmbrăcată în alb, situată în partea cea mai stângă a compoziției, ar fi Suzanne Manet, însoțită de fiul său, Leon. Pânza este unul dintre cele mai remarcabile exemple despre modul în care Manet a știut să se joace cu lumina și culorile pentru a oferi tablourilor sale o atmosferă de bucurie și nepăsare.
Acum se află la Philadelphia Museum of Art.